# Abdennacer Moumen
Abdennaceur Moumene (en arabe : عبد الناصر مومن) est un athlète marocain.

## Carrière
Abdennaceur Moumene est médaillé de bronze du décathlon aux Championnats d'Afrique d'athlétisme 1984 à Rabat, aux Jeux panarabes de 1985 à Rabat, et aux Championnats d'Afrique d'athlétisme 1988 au Caire. Il est ensuite médaillé d'or du décathlon aux Championnats panarabes d'athlétisme 1989 au Caire ainsi que médaillé d'argent aux Jeux de la Francophonie de 1989 à Casablanca, avant de remporter la médaille d'or aux Championnats d'Afrique d'athlétisme 1990 au Caire.
Il est champion du Maroc du saut en hauteur en 1987, et champion du Maroc du décathlon en 1983, 1984, 1985, 1986, 1987 et 1988.